# Киселёв, Михаил Фёдорович (министр)
Михаил Фёдорович Киселёв (род. 5 ноября 1945, Моргауши, Чувашская АССР, СССР) — советский и российский деятель правоохранительных органов; министр внутренних дел Чувашской Республики (1990—1995). Генерал-майор милиции (1993).

## Биография
Родился в селе Моргауши Чувашской АССР. Служил в Группе советских войск в Германии. После демобилизации вернулся в Чувашскую АССР, устроился на завод имени Чапаева.
Окончил Горьковскую специальную среднюю школу милиции МВД СССР, юридический факультет Казанского государственного университета, Академию МВД СССР.
С 1972 по 1995 гг. работал в органах внутренних дел Чувашской Республики; с 1990 по 1995 гг. — министр внутренних дел Чувашской Республики.
В 1995—1998 гг. — председатель, в 1999—2003 гг. — заместитель председателя Центральной избирательной комиссии Чувашской Республики.

## Награды
- медаль ордена «За заслуги перед Чувашской Республикой» (2010),
- орден «За заслуги перед Чувашской Республикой» (2016),
- Почетная грамота Президиума Верховного Совета Чувашской АССР (1981),
- Почетная грамота Чувашской Республики (1998)
- Заслуженный юрист Чувашской Республики (2000)
- Почётный гражданин Моргаушского района (2007)